# Tod Papageorge

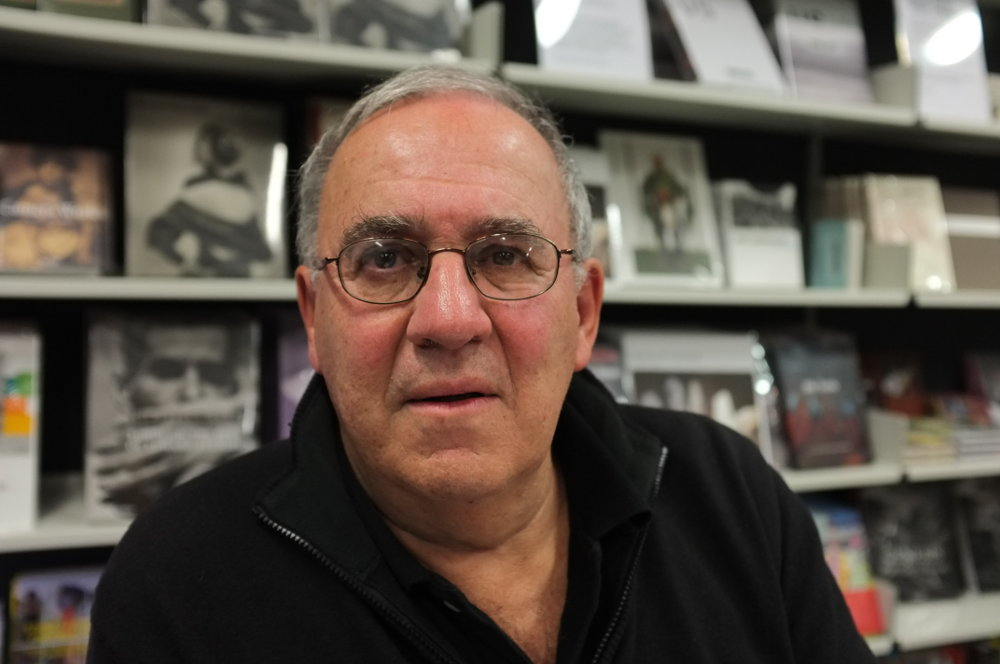
Tod Papageorge

Tod Papageorge (* 1940 in Portsmouth, New Hampshire) ist ein amerikanischer Fotograf, der vor allem mit Straßenfotografien hervorgetreten ist.
Papageorge begann mit der Fotografie während der letzten Semester seines Literaturstudiums an der University of New Hampshire. 1970 und 1977 erhielt er eine Guggenheim Fellowship. Um 1970 begann er mit der Lehre. Seit 1979 ist er Professor an der Yale University; er leitete dort den Graduiertenstudiengang in Fotografie, den Philip-Lorca diCorcia, Lois Conner, Abelardo Morell, Andrew Bush, Susan Lipper, Gregory Crewdson, An-My Le, Anna Gaskell und Katy Grannan besuchten.
Seine Arbeiten wurden in zahlreichen Ausstellungen, auch in Europa, gezeigt. Werke von Papageorge, der auch Förderung der National Endowment for the Arts erhielt, wurden vom Museum of Modern Art und dem Art Institute of Chicago gesammelt. Er hat mehrere Bücher mit seinen Fotografien veröffentlicht. Auch holte ihn Carla Bley als Sprecher zu den Aufnahmen von Escalator over the Hill.

## Schriften
- Passing Through Eden. Photographs of Central Park. Steidl, Göttingen 2007, ISBN 978-3-86521-374-7.
- American Sports, 1970. Or How We Spent the War in Vietnam. Aperture Foundation, New York NY 2007, ISBN 978-1-59711-050-1.
- Opera Città. Punctum Editions, Rom 2010, ISBN 978-88-95410-24-1.
- Core Curriculum. Writings on Photography. Aperture Foundation, New York NY 2011, ISBN 978-1-59711-172-0.
- Dr. Blankman’s New York. Steidl, Göttingen 2018, ISBN 978-3-95829-108-9.